# Diamond League 2011
De IAAF Diamond League 2011 was de tweede editie van de Diamond League, een jaarlijkse serie van veertien eendaagse atletiekwedstrijden. De serie begon op 6 mei in Doha en eindigde op 16 september in Brussel.

## Wedstrijdschema
| M | Mannen | V | Vrouwen |  | Finales |

| #  | Datum                | Plaats     | Meeting               | 100 | 200 | 400 | 800 | 1500 | 5000 | Stee | 110h | 400h | Hoog | Pols | Ver | Hink | Kogel | Disc | Speer |
| -- | -------------------- | ---------- | --------------------- | --- | --- | --- | --- | ---- | ---- | ---- | ---- | ---- | ---- | ---- | --- | ---- | ----- | ---- | ----- |
| 1  | 6 mei 2011           | Doha       | Qatar Athletic        |     | MV  | V   | M   | V    | M    | V    | V    | M    | M    | M    | V   | M    | M     | M    | M     |
| 2  | 15 mei 2011          | Shanghai   | Golden Grand Prix     | MV  |     | M   | V   | M    | V    | M    | M    | V    | V    | V    | M   | V    | V     | V    | M     |
| 3  | 26 mei 2011          | Rome       | Golden Gala           | M   | V   | V   | M   | V    | M    | V    | V    | M    | V    | M    | V   | M    | M     | V    | V     |
| 4  | 4 juni 2011          | Eugene     | Prefontaine Classic   | V   | M   | M   | V   | M    | V    | M    | M    | V    | M    | V    | M   | V    | M     | M    | V     |
| 5  | 9 juni 2011          | Oslo       | Bislett Games         | V   | M   | V   | V   | M    | V    | M    | M    | V    | M    | V    | M   | V    | V     | M    | M     |
| 6  | 11 juni 2011         | New York   | Adidas Grand Prix     | M   | V   | M   | M   | V    | M    | V    | V    | M    | V    | M    | V   | M    | M     | V    | V     |
| 7  | 30 juni 2011         | Lausanne   | Athletissima          | M   | V   | V   | M   | V    | M    | V    | V    | M    | V    | M    | V   | M    | M     | V    | M     |
| 8  | 8 juli 2011          | Parijs     | Meeting Areva         | V   | M   | M   | V   | M    | V    | M    | M    | V    | M    | M    | M   | V    | V     | M    | V     |
| 9  | 10 juli 2011         | Birmingham | Birmingham Grand Prix | M   | V   | V   | M   | V    | M    | V    | V    | M    | V    | V    | V   | M    | M     | V    | M     |
| 10 | 22 juli 2011         | Monaco     | Meeting Herculis      | M   | V   | V   | M   | V    | M    | M    | V    | M    | V    | M    | V   | M    | M     | V    | V     |
| 11 | 29 juli 2011         | Stockholm  | DN Galan              | V   | M   | M   | V   | M    | V    | M    | M    | V    | M    | V    | M   | V    | V     | M    | M     |
| 12 | 5 en 6 augustus 2011 | Londen     | London Grand Prix     | V   | M   | M   | V   | M    | V    | V    | M    | V    | M    | V    | M   | V    | V     | M    | V     |
| 13 | 8 september 2011     | Zurich     | Weltklasse            | M   | V   | M   | V   | M    | V    | M    | M    | V    | M    | V    | MV  |      | V     | M    | V     |
| 14 | 16 september 2011    | Brussel    | Memorial Van Damme    | V   | M   | V   | M   | V    | M    | V    | V    | M    | V    | M    |     | MV   | M     | V    | M     |

## Diamond Races
| Diamond Race loopnummers |       |       |       |       |        |        |              |              |                |
| Mannen                   | 100 m | 200 m | 400 m | 800 m | 1500 m | 5000 m | 110 m horden | 400 m horden | 3000 m steeple |
| Vrouwen                  | 100 m | 200 m | 400 m | 800 m | 1500 m | 5000 m | 100 m horden | 400 m horden | 3000 m steeple |

| Diamond Race technische nummers |                      |              |             |                    |             |              |             |
| Mannen                          | Polsstokhoogspringen | Hoogspringen | Verspringen | Hink-stap-springen | Kogelstoten | Discuswerpen | Speerwerpen |
| Vrouwen                         | Polsstokhoogspringen | Hoogspringen | Verspringen | Hink-stap-springen | Kogelstoten | Discuswerpen | Speerwerpen |

### Mannen

#### Loopnummers
| #           | Wedstrijd   | 100 m                | 200 m             | 400 m                   | 800 m                 | 1500 m                 | 5000 m                   | 110 m h             | 400 m h             | 3000 m st                    |
| 1           | Doha        | –                    | Walter Dix 20,06  | –                       | Asbel Kiprop 1.44,74  | –                      | Yenew Alamirew 7.27,26   | –                   | L. J. van Zyl 48,11 | –                            |
| 2           | Sjanghai    | Asafa Powell 9,95    | –                 | Calvin Smith 45,47      | –                     | N. Chepseba 3.31,42    | –                        | Liu Xiang 13,07     | –                   | Brimin Kipruto 8.02,28       |
| 3           | Rome        | Usain Bolt 9,91      | –                 | –                       | K. Robinson 1.45,09   | –                      | Imane Merga 12.54,21     | –                   | L. J. van Zyl 47,91 | –                            |
| 4           | Eugene      | –                    | Walter Dix 20,19  | Angelo Taylor 45,16     | –                     | Haron Keitany 3.48,78  | –                        | David Oliver 12,94  | –                   | Ezekiel Kemboi 8.08,34       |
| 5           | Oslo        | –                    | Usain Bolt 19,87  | –                       | –                     | Asbel Kiprop 3.50,86   | –                        | Aries Merritt 13,12 | –                   | P.K. Koech 8.01,83           |
| 6           | New York    | Steve Mullings 10,26 | –                 | Jeremy Wariner 45,16    | Alfred Yego 1.46,58   | –                      | D. Gebremeskel 13.05,22  | –                   | Javier Culson 48,50 | –                            |
| 7           | Lausanne    | Asafa Powell 9,78    | –                 | –                       | David Rudisha 1.44,15 | –                      | Vincent Chepkok 12.59,13 | –                   | David Greene 48,41  | –                            |
| 8           | Parijs      | –                    | Usain Bolt 20,03  | Chris Brown 44,94       | –                     | Amine Laâlou 3.32,15   | –                        | Dayron Robles 13,09 | –                   | M. Mekhissi Benabbad 8.02,09 |
| 9           | Birmingham  | Asafa Powell 9,91    | –                 | –                       | A. Kaki 1.44,54       | –                      | Mo Farah 13.06,14        | –                   | David Greene 48,20  | –                            |
| 10          | Monaco      | Usain Bolt 9,88      | –                 | –                       | David Rudisha 1.42,61 | –                      | Mo Farah 12.53,11        | –                   | Angelo Taylor 47,97 | Brimin Kipruto 7.53,64       |
| 11          | Stockholm   | –                    | Usain Bolt 20,03  | Jermaine Gonzales 44,69 | –                     | Silas Kiplagat 3.33,94 | –                        | J. Richardson 13,17 | –                   | P.K. Koech 8.05,92           |
| 12          | Londen      | –                    | Walter Dix 20,16  | Kirani James 44,61      | –                     | Leonel Manzano 3.51,24 | –                        | Dayron Robles 13,04 | –                   | –                            |
| 13          | Zürich      | Yohan Blake 9,82     | –                 | Kirani James 44,36      | –                     | N. Chepseba 3.32,74    | –                        | Dayron Robles 13,01 | –                   | Ezekiel Kemboi 8.07,72       |
| 14          | Brussel     | –                    | Yohan Blake 19,26 | –                       | David Rudisha 1.43,96 | –                      | Imane Merga 12.58,32     | –                   | Javier Culson 48,32 | –                            |
|             |             |                      |                   |                         |                       |                        |                          |                     |                     |                              |
| Eindwinnaar | Eindwinnaar | Asafa Powell         | Walter Dix        | Kirani James            | David Rudisha         | N. Chepseba            | Imane Merga              | Dayron Robles       | David Greene        | P.K. Koech                   |

#### Technische nummers
| #           | Wedstrijd   | Verspringen                   | Hink-stap-springen        | Hoogspringen                         | Polsstokhoogspringen          | Kogelstoten                | Discus                    | Speer                       |
| 1           | Doha        | –                             | Teddy Tamgho 17,49 m      | Jesse Williams 2,31 m                | Malte Mohr 5,81 m             | Dylan Armstrong 21,38 m    | Gerd Kanter 67,49 m       | Petr Frydrych 85,32 m       |
| 2           | Sjanghai    | Mitchell Watt 8,44 m          | –                         | –                                    | –                             | –                          | –                         | Tero Pitkämäki 85,33 m      |
| 3           | Rome        | –                             | Phillips Idowu 17,59 m    | –                                    | Renaud Lavillenie 5,82 m      | Dylan Armstrong 21,60 m    | –                         | –                           |
| 4           | Eugene      | Greg Rutherford 8,32 m        | –                         | Raul Spank 2,32 m                    | –                             | Reese Hoffa 21,65 m        | Robert Harting 68,40 m    | –                           |
| 5           | Oslo        | Godfrey Khotso Mokoena 8,08 m | –                         | Kyriakos Ioannou 2,28 m              | –                             | –                          | Gerd Kanter 65,14 m       | Matthias De Zordo 83,94 m   |
| 6           | New York    | –                             | Phillips Idowu 16,67 m    | –                                    | Romain Mesnil 5,52 m          | –                          | –                         | –                           |
| 7           | Lausanne    | –                             | Teddy Tamgho 17,91 m      | –                                    | Renaud Lavillenie 5,83 m      | Christian Cantwell 21,83 m | –                         | Andreas Thorkildsen 88,19 m |
| 8           | Parijs      | Irving Saladino 8,40 m        | –                         | Jaroslav Bába Aleksej Dmitrik 2,32 m | Renaud Lavillenie 5,73 m      | –                          | Robert Harting 67,32 m    | –                           |
| 9           | Birmingham  | –                             | Phillips Idowu 17,54 m    | –                                    | –                             | Dylan Armstrong 21,55 m    | –                         | Andreas Thorkildsen 88,30 m |
| 10          | Monaco      | –                             | Phillips Idowu 17,36 m    | –                                    | Renaud Lavillenie 5,95 m      | Reese Hoffa 21,25 m        | –                         | –                           |
| 11          | Stockholm   | Mitchell Watt 8,54 m          | –                         | Ivan Oechov 2,34 m                   | –                             | –                          | Virgilijus Alekna 65,05   | Andreas Thorkildsen 88,43 m |
| 12          | Londen      | Mitchell Watt 8,45 m          | –                         | Andrej Silnov 2,36 m                 | –                             | –                          | Virgilijus Alekna 66,71 m | –                           |
| 13          | Zürich      | Ngonidzashe Makusha 8,00 m    | –                         | Dimítrios Chondrokoúkis 2,32 m       | –                             | Dylan Armstrong 21,63 m    | Robert Harting 67,02 m    | –                           |
| 14          | Brussel     | –                             | Benjamin Compaoré 17,31 m | –                                    | Konstadínos Filippídis 5,72 m | Reese Hoffa 22,09 m        | –                         | Matthias De Zordo 88,36 m   |
|             |             |                               |                           |                                      |                               |                            |                           |                             |
| Eindwinnaar | Eindwinnaar | Mitchell Watt                 | Phillips Idowu            | Jesse Williams                       | Renaud Lavillenie             | Dylan Armstrong            | Virgilijus Alekna         | Matthias De Zordo           |

### Vrouwen

#### Loopnummers
| #            | Wedstrijd    | 100 m                    | 200 m                 | 400 m                 | 800 m                  | 1500 m                   | 5000 m                | 100 m h             | 400 m h               | 3000 m st            |
| 1            | Doha         | –                        | L. Moore 22,83        | Allyson Felix 50,33   | –                      | Anna Misjtsjenko 4.03,00 | –                     | Kellie Wells 12,58  | –                     | M.C. Cheywa 9.16,44  |
| 2            | Sjanghai     | V. Campbell-Brown 10,92  | –                     | –                     | J. Meadows 2.00,54     | –                        | V. Cheruiyot 14.31,92 | –                   | Kaliese Spencer 54,20 | –                    |
| 3            | Rome         | –                        | Bianca Knight 22,64   | Allyson Felix 49,81   | –                      | Maryam Jamal 4.01,60     | –                     | Dawn Harper 12,70   | –                     | M.C. Cheywa 9.12,89  |
| 4            | Eugene       | Carmelita Jeter 10,70    | –                     | –                     | Kenia Sinclair 1.58,29 | –                        | V. Cheruiyot 14.33,96 | –                   | Lashinda Demus 53,31  | –                    |
| 5            | Oslo         | Ivet Lalova 11,01        | –                     | Amantle Montsho 50,10 | Halima Hachlaf 1.58,27 | –                        | M. Defar 14.37,32     | –                   | Zuzana Hejnová 54,38  | –                    |
| 6            | New York     | –                        | Allyson Felix 22,92   | –                     | –                      | Kenia Sinclair 4.08,07   | –                     | D. Carruthers 13,04 | –                     | M.C. Cheywa 9.27,29  |
| 7            | Lausanne     | –                        | Marija Rjemjen 22,85  | Amantle Montsho 50,23 | –                      | Morgan Uceny 4.05,52     | –                     | Sally Pearson 12,47 | –                     | M.C. Cheywa 9.19,87  |
| 8            | Parijs       | Kelly-Ann Baptiste 10,91 | –                     | –                     | Caster Semenya 2.00,18 | –                        | M. Defar 14.29,52     | –                   | Zuzana Hejnová 53,29  | –                    |
| 9            | Birmingham   | –                        | Bianca Knight 22,59   | Amantle Montsho 50,20 | –                      | Morgan Uceny 4.05,64     | –                     | Sally Pearson 12,48 | –                     | Sofia Assefa 9.25,87 |
| 10           | Monaco       | –                        | Carmelita Jeter 22,20 | Amantle Montsho 49,71 | –                      | Maryam Jamal 4.00,59     | –                     | Sally Pearson 12,51 | –                     | –                    |
| 11           | Stockholm    | Carmelita Jeter 11,15    | –                     | –                     | Kenia Sinclair 1.58,21 | –                        | V. Cheruiyot 14.20,87 | –                   | Kaliese Spencer 53,74 | –                    |
| 12           | Londen       | Carmelita Jeter 10,93    | –                     | –                     | J. Meadows 1.58,60     | –                        | L. Fleshman 15.00,57  | –                   | Kaliese Spencer 52,79 | M.C. Cheywa 9.22,80  |
| 13           | Zürich       | –                        | Carmelita Jeter 22,27 | –                     | Maria Savinova 1.58,27 | –                        | V. Cheruiyot 14.30,10 | –                   | Kaliese Spencer 53,36 | –                    |
| 14           | Brussel      | Carmelita Jeter 10,78    | –                     | Amantle Montsho 50,16 | –                      | Morgan Uceny 4.00,06     | –                     | D. Carruthers 12,65 | –                     | J. Zaripova 9.15,43  |
|              |              |                          |                       |                       |                        |                          |                       |                     |                       |                      |
| Eindwinnares | Eindwinnares | Carmelita Jeter          | Carmelita Jeter       | Amantle Montsho       | J. Meadows             | Morgan Uceny             | V. Cheruiyot          | D. Carruthers       | Kaliese Spencer       | M.C. Cheywa          |

#### Technische nummers
| #            | Wedstrijd    | Verspringen           | Hink-stap-springen       | Hoogspringen             | Polsstokhoogspringen     | Kogelstoten                 | Discus                          | Speer                       |
| 1            | Doha         | Funmi Jimoh 6,88 m    | –                        | –                        | –                        | –                           | –                               | –                           |
| 2            | Sjanghai     | –                     | Yargelis Savigne 14,41 m | Blanka Vlašić 1,94 m     | Silke Spiegelburg 4,55 m | Gong Lijiao 19,94 m         | Sandra Perković 65,58 m         | –                           |
| 3            | Rome         | Brittney Reese 6,94 m | –                        | Blanka Vlašić 1,95 m     | –                        | –                           | Sandra Perković 65,56 m         | Maria Abakoemova 65,40 m    |
| 4            | Eugene       | –                     | Olga Saladoecha 14,98 m  | –                        | Anna Rogowska 4,68 m     | Nadzeja Astaptsjoek 20,59 m | –                               | Christina Obergföll 65,48   |
| 5            | Oslo         | –                     | Yargelis Savigne 14,81 m | –                        | Fabiana Murer 4,60 m     | Valerie Adams 20,26 m       | –                               | –                           |
| 6            | New York     | Funmi Jimoh 6,48 m    | –                        | Emma Green 1,94 m        | –                        | –                           | Stephanie Brown-Trafton 62,94 m | Christina Obergföll 64,43 m |
| 7            | Lausanne     | Brittney Reese 6,85 m | –                        | Anna Tsjitsjerova 1,95 m | –                        | –                           | Yarelis Barrios 64,29 m         | –                           |
| 8            | Parijs       | –                     | Yargelis Savigne 14,99 m | –                        | –                        | Valerie Adams 20,78 m       | –                               | Christina Obergföll 68,01 m |
| 9            | Birmingham   | Janay DeLoach 6,78 m  | –                        | Blanka Vlašić 1,99 m     | Silke Spiegelburg 4,66 m | –                           | Nadine Müller 65,75 m           | –                           |
| 10           | Monaco       | Brittney Reese 6,82 m | –                        | Blanka Vlašić 1,97 m     | –                        | –                           | Nadine Müller 65,90 m           | Barbora Špotáková 66,40 m   |
| 11           | Stockholm    | –                     | Olga Saladoecha 15,06 m  | –                        | Jelena Isinbajeva 4,76 m | Valerie Adams 20,57 m       | –                               | –                           |
| 12           | Londen       | –                     | Olga Saladoecha 14,80 m  | –                        | Jennifer Suhr 4,79 m     | Valerie Adams 20,07 m       | –                               | Christina Obergföll 66,74 m |
| 13           | Zürich       | Brittney Reese 6,72 m | –                        | –                        | Jennifer Suhr 4,72 m     | Valerie Adams 20,51         | –                               | Christina Obergföll 69,57   |
| 14           | Brussel      | –                     | Olga Saladoecha 14,67 m  | Anna Tsjitsjerova 2,05 m | –                        | –                           | Li Yanfeng 66,26 m              | –                           |
|              |              |                       |                          |                          |                          |                             |                                 |                             |
| Eindwinnares | Eindwinnares | Brittney Reese        | Olga Saladoecha          | Blanka Vlašić            | Silke Spiegelburg        | Valerie Adams               | Yarelis Barrios                 | Christina Obergföll         |